# Львовяни
Львовяни (пол. Lwowiany, нім. Schlegenberg) — село в Польщі, у гміні Ґлубчиці Ґлубчицького повіту Опольського воєводства.
Населення — 133 особи (2011).

## Демографія
Демографічна структура станом на 31 березня 2011 року:
|          | Загалом | Допрацездатний вік | Працездатний вік | Постпрацездатний вік |
| -------- | ------- | ------------------ | ---------------- | -------------------- |
| Чоловіки | 59      | 6                  | 47               | 6                    |
| Жінки    | 74      | 19                 | 39               | 16                   |
| Разом    | 133     | 25                 | 86               | 22                   |